# Transmashholding
Transmashholding (TMH) es el mayor productor ruso de material rodante para ferrocarriles y sistemas de transporte urbanos. Es una empresa de capitales privados.
Transmashholding ocupa, además, el primer lugar por el volumen de ventas en el territorio de la Comunidad de Estados Independientes (CEI) y está en la lista de los productores más grandes de material rodante en el mundo. La producción en las plantas de Transmashholding se destina a todas las zonas climáticas, en un rango de temperaturas entre -50 °С y +50 °С.
La empresa fue fundada el 15 de abril de 2002.

## Historia
Transmashholding fue fundado en 2002. Desde entonces el holding se convirtió en el mayor productor ruso de material rodante para ferrocarriles y sistemas de transporte urbanos, e integra el Top 10 de productores de maquinaria ferroviaria en el mundo.
Durante los últimos 15 años, Transmashholding elaboró 72 nuevos modelos de material rodante, invirtió en producción y nuevos equipos más de mil millones de dólares y pagó más de 3 mil millones de dólares en impuestos.
En 2020 compró Dunakeszi Járműjavító (DDJ) a MNV National Asset Management Agency y Magyar Államvasutak, y en 2022 la vendió a Magyar Vagon.

## Productos y servicios
- Locomotoras eléctricas
- Locomotoras diésel
- Coches de pasajeros
- Ferrobuses
- EMU (Unidad Eléctrica Múltiple)
- Coches de metro
- Tranvías
- Vagones de carga
- Fundición de acero
- Motores diésel
- Componentes
- Coches especiales
- Mantenimiento y servicios de postventa

## Cooperación internacional
Desde el 2007 Alstom es socia de TMH y desde 2010 se convirtió en una de sus accionistas. En enero de 2024, Alstom vendió su participación a inversores rusos.
Alstom y TMH crearon en Rusia tres entidades comunes – TRTrans (Centro de Ingeniería), Railcomp (producción de sistemas de tracción para locomotoras eléctricas principales) y TramRus (producción de tranvías). El holding también tiene acuerdos de cooperación con otros grandes productores mundiales, como Siemens (con la entidad común Transconverter) y General Electric (con la entidad común Penzadieselmash).
TMH es accionista de dos plantas de ensamble de locomotoras en Kazajistán: LKZ, especializada en la producción de las principales locomotoras diésel de carga, y EKZ, especializada en el ensamble de locomotoras eléctricas de pasajeros y de carga. En agosto de 2017 TMH y la Organización de Desarrollo Industrial y Renovación de Irán (IDRO) firmaron un acuerdo para la inauguración de una entidad común con el objetivo de crear, modernizar, producir, organizar suministros y realizar pruebas y el mantenimiento de coches de metro y sus componentes.

## Clientes principales
- Ferrocarriles Rusos S.A.A. (Rossiyskie Zheleznye Dorogi - RZhD) - la empresa ferroviaria más grande del mundo.
- Metro de Moscú – el sistema de metro más grande en Rusia y uno de los más transitados y seguros del mundo.
- Compañía de Pasajeros Central Suburbana – empresa especializada en el transporte de pasajeros suburbano más grande de Rusia, que atiende el nudo ferroviario moscovita y abarca la capital de Rusia, la región de Moscú y regiones limítrofes.

## TMH Argentina
TMH (Transmashholding) y TMH Argentina anunciaron en octubre de 2017 un amplio plan de inversión industrial en el país por 170 millones de euros, destinado a la construcción y modernización de talleres ferroviarios de última generación para el mantenimiento, reparación, modernización y fabricación de locomotoras y coches ferroviarios, tanto para el transporte de pasajeros como de carga. Asimismo, el plan de inversiones prevé capacitar a operarios y profesionales argentinos, desarrollar proveedores locales y generar alianzas con socios del país.
TMH Argentina es una empresa de capitales privados constituida y con oficinas en el país, cuyo accionista es TMH, principal empresa industrial-ferroviaria rusa. El presidente de la compañía en Argentina es Thibault Desteract.
TMH está implementando un modelo industrial en Argentina, con inversión propia, talleres propios, y tecnología de última generación. Asimismo, está desarrollando alianzas estratégicas con proveedores nacionales, de tal manera de lograr un buen nivel de integración con la producción local.